# Muslimbrüder (Jemen)
Die Muslimbrüder im Jemen (arabisch الإخوان المسلمون في اليمن, DMG al-ʾIḫwān al-Muslimūn fī l-Yaman) sind der jemenitische Zweig der Muslimbruderschaft (MB).

## Geschichte: Von der Gründung bis in die frühen 1990er Jahre
Die erste Verbindung zwischen der Muslimbruderschaft und dem Jemen entstand 1929, als Hasan al-Bannā, der Gründer der Muslimbruderschaft, anlässlich des Gedenkens an die Hidschra eine Vorlesung bei einer Feier der Gemeinschaft der muslimischen Jugend in Kairo hielt. Unter den Anwesenden befand sich Muḥammad Zubāra al-Ḥasan, der Emir des Palastes al-Saʿīd in Sanaa. Nach der Vorlesung führte Zubāra ein langes Gespräch mit al-Bannā über Ägypten, den Jemen sowie die Verbreitung von "Atheismus und Unmoral". Beide waren sich einig über die Notwendigkeit, diesen Entwicklungen entgegenzuwirken. Nach diesem Gespräch besuchte Muḥammad Zubāra die Stadt Ismailia und verbrachte dort drei Tage mit Hasan al-Bannā. Während seines Aufenthalts besichtigte er die Einrichtungen der Muslimbruderschaft, darunter die Schule der „Mütter der Gläubigen“, das islamische Hiraʾ-Institut (Maʿhad Ḥirāʾ, معهد حراء) und die Pfadfindergruppe. Beeindruckt von al-Bannās Arbeit schlug Zubāra vor, ihn als Lehrer in den Jemen zu holen. Um dies zu ermöglichen, korrespondierte Zubāra mit Imam Yaḥyā, Kronprinz Sayf al-Islam Aḥmad und dessen Sohn Muḥammad al-Badr, um sie von der Idee zu überzeugen. Parallel dazu entwickelte sich auch ein Schriftwechsel zwischen Hasan al-Bannā und Muḥammad al-Badr. Politische Hindernisse in Ägypten verhinderten jedoch, dass al-Bannā in den Jemen reisen konnte. Die Freundschaft zwischen Zubāra und al-Bannā blieb jedoch bestehen und war geprägt von einem kontinuierlichen Austausch.
Ein wichtiger Kanal der Verbindung zwischen der Muslimbruderschaft und dem Jemen waren die jemenitischen Studierenden, die nach Kairo kamen, um an der al-Azhar-Universität zu studieren. 1937 begann die Beziehung von al-Bannā zur jemenitischen Opposition, als Aḥmad Muḥammad an-Nuʿmān nach Kairo zog, gefolgt von Muḥammad Maḥmūd az-Zubairī. Dort trafen sie auf andere jemenitische Studierende und kamen mit Hasan al-Bannā in Kontakt. Der entscheidende Wendepunkt in der Beziehung zwischen der Muslimbruderschaft und den Jemeniten ergab sich durch das Kennenlernen von an-Nuʿman und az-Zubairī mit al-Bannā sowie ihre regelmäßigen Besuche im Hauptquartier der Bruderschaft. Hasan al-Banna zeigte besonderes Interesse an beiden, insbesondere nachdem az-Zubairī der Bruderschaft beitrat und mit anderen unter deren Banner tätig wurde.

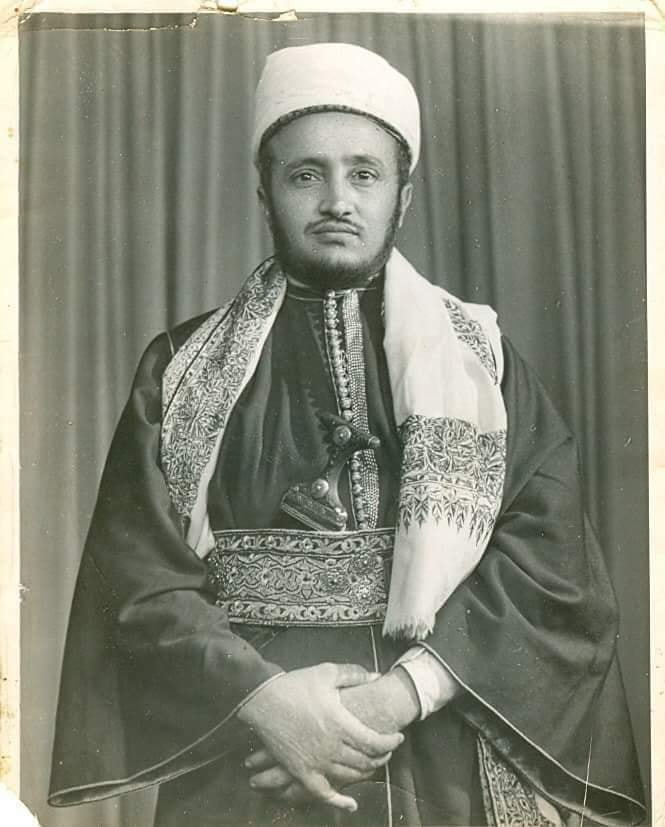
Muḥammad Maḥmūd az-Zubairī

In Ägypten gründeten jemenitische Studierende gemeinsam mit anderen arabischen Kommilitonen die «Gemeinschaft der arabischen Studierenden». Zudem schlossen sie sich der von den Muslimbrüdern gegründeten Gemeinschaft «das Gebieten des Rechten und Verbieten des Verwerflichen, هيئة الأمر بالمعروف والنهي عن المنكر» an. Am 28. September 1940 gründete az-Zubairī gemeinsam mit anderen die erste organisierte Oppositionsbewegung gegen die Herrschaft von Imam Yaḥyā unter dem Namen «Brigade der jemenitischen Jugend, كتيبة الشباب اليمني».
Im Februar 1941 kehrte an-Nuʿmān in den Jemen zurück, gefolgt von az-Zubairī im Juli desselben Jahres. Auf Empfehlung von al-Bannā änderte az-Zubairī den Namen der «Brigade der jemenitischen Jugend» in «Jugend zur Förderung des Guten und zur Verhinderung des Schlechten». Al-Bannā half zudem, das Programm der Gruppe zu überarbeiten, das dem der Muslimbruderschaft nachempfunden war. Az-Zubairī brachte Kopien des Programms mit in den Jemen und bemühte sich, Zellen der neu gegründeten Gemeinschaft im ganzen Land zu verbreiten. Nachdem er das Programm veröffentlicht und dessen Ziele erläutert hatte, ließ Imam Yaḥyā ihn und seine Mitstreiter inhaftieren. Das Programm wurde einer Gelehrtenkommission zur Prüfung vorgelegt, die behauptete, einige Passagen seien mit der islamischen Scharia nicht vereinbar. Trotz dieser Rückschläge versuchten az-Zubairī und an-Nuʿmān, Kronprinz Ahmad, den Gouverneur von Taizz, für ihre Sache zu gewinnen. Ihre Bemühungen scheiterten jedoch Anfang 1943, und die Oppositionsbewegung blieb unterdrückt.

### Erste Welle
Hasan al-Bannā und al-Fīḍayl al-Wartilānī trafen sich mit Muhammad al-Badr, dem Enkel von Imam Yahya, und entwickelten die Idee, al-Wartilānī in den Jemen zu entsenden, um ein Handelsunternehmen zu gründen. Muhammad al-Badr erklärte sich bereit, al-Wartilānīs Eintritt in den Jemen zu erleichtern. Außerdem wurde vereinbart, dass al-Badr sich um die Rekrutierung einer vertrauenswürdigen ägyptischen Delegation der Muslimbruderschaft für das Lehramt im Jemen kümmern würde. Al-Wartilānī kam als Gesandter von al-Banna nach Sanaa, um ein neues Handelsunternehmen zu gründen, das den Kauf und Export von Autos und Maschinen in den Jemen organisiert, und fungierte dabei als Vertreter von Muhammad Salim. In Begleitung war Dr. Ahmed Fakhri, nachdem al-Badr seinen Vater davon überzeugen konnte, dass al-Wartilānī über großes Wissen und religiöse Integrität verfüge. Imam Yaḥyā hatte zuvor Aktivitäten der Muslimbruderschaft im Jemen abgelehnt, doch al-Badr überzeugte ihn, dass al-Wartilanī ein Mann von Wissen und Redekunst sei.
Imam Yaḥyā erteilte al-Wartilānī die Genehmigung zur Gründung der „Jemenitischen Gesellschaft für Handel, Industrie, Landwirtschaft und Transport“ und erließ ein entsprechendes Regierungsdekret. Zudem genehmigte er die Satzung der Gesellschaft und gewährte ihr ein vorläufiges Monopol von drei Jahren für den Handel mit Gas und Zucker. Diese Gesellschaft fungierte jedoch als Deckmantel für die Aktivitäten der Muslimbruderschaft. In der Gründungsphase, während al-Wartilānī mit jemenitischen Kaufleuten in Kontakt trat und sich in ihren Kreisen bewegte, nutzte er seine geschäftlichen Tätigkeiten, um Verbindungen zu Gelehrten, Ministern, Politikern und Intellektuellen aufzubauen. Diese Kontakte dienten ihm, um politische Angelegenheiten zu diskutieren und seine Ziele zu verfolgen. Mit al-Wartilānīs Ankunft im Jemen trat die jemenitische Oppositionsbewegung in eine neue Phase ein, da er gezielt darauf hinarbeitete, von innen heraus eine Revolution gegen Imam Yaḥyā zu initiieren. Die politische Mission, die unter dem Deckmantel geschäftlicher Aktivitäten operierte, zielte darauf ab, die Herrschaft Imam Yahyas zu destabilisieren und letztlich zu stürzen. Al-Wartilānī schaffte es, ein Bündnis zwischen verschiedenen Gruppen der jemenitischen Opposition gegen Imam Yaḥyā zu schmieden und ließ sie am 14. September 1947 den „heiligen Nationalpakt“ (الميثاق الوطني المقدس ) unterzeichnen. Nach intensiven Beratungen einigten sie sich Ende Oktober 1947 auf die zentralen Ziele der geplanten Revolution: die Ermordung von Imam Yaḥyā und die Ernennung von Abdullah ibn Ahmad al-Wazir zum neuen Imam. Dieser sollte eine verfassungs- und konsultativ-orientierte Herrschaft etablieren, die den politischen Systemen moderner Staaten entspricht. Zudem einigten sie sich auf die Ausarbeitung eines Nationalpakts, die Einrichtung eines Beratungsrates, die Bildung einer nationalen Regierung sowie die Beauftragung von Dschamīl Dschamāl, der an den Versammlungen der Freiheitskämpfer beteiligt war, mit der Etablierung einer militärischen Organisation innerhalb der Armee unter seiner Führung. Darüber hinaus wurde ihm die Aufgabe übertragen, geheime Zellen in der Hauptstadt zu etablieren, um die revolutionären Bestrebungen strategisch zu koordinieren und zu fördern.

### Die MB und der konstitutionelle Revolution (1948)
Am 17. Februar 1948 führte Abdullah al-Wazir einen bewaffneten Putsch gegen Imam Yahya Hamid ad-Din an, der während der Erhebung getötet wurde. Dadurch wurde die Herrschaft der Dynastie-Hamid ad-Din beendet, und Abdullah al-Wazīr übernahm die Macht als konstitutioneller Imam. Der Putsch scheiterte jedoch, als Sayf al-Islam Ahmad, der Sohn von Imam Yahya, eine Gegenrevolution mit Unterstützung seiner Stammesanhänger organisierte. Dadurch gelang es ihm, die Revolution niederzuschlagen und die Aufständischen hinrichten zu lassen. Das Scheitern der Revolution ist zudem auf die Distanz der revolutionären Führung zur breiten Bevölkerung zurückzuführen, insbesondere angesichts der starken Bindung des Imams zu den Stämmen, die ihn als Amīr al-Muʾminīn (Befehlshaber der Gläubigen) anerkannten. Darüber hinaus war die Stärke der Stammeskräfte, die dem Aufruf von Sayf al-Islam Ahmad folgten, unvergleichlich größer als die begrenzten Mittel der Putschisten.

„An den hochverehrten Scheich Hasan al-Bannā, Generalführer der Muslimbruderschaft / Kairo.
Mit größter Hochachtung möchten wir unser tiefes Bedauern übermitteln, dass die Muslimbruderschaft von unserem Volk, dem jemenitischen Volk, mit schwerwiegenden Vorwürfen belastet wird. Besonders bedauerlich ist, dass Ihr geschätzter Gesandter, al-Fīḍayl al-Wartilānī, der von Ihnen selbst und von al-Haddsch Mohammad al-Salim in höchsten Tönen gelobt wurde, nunmehr des Verrats und der Untreue bezichtigt wird. Es bleibt allein Allah vorbehalten, Ursprung aller Macht und Stärke zu sein.
2. Dschumada al-Akhira 1367 n. H./ 7. April 1948 n. Chr.“

Am Tag nach dem Scheitern des Putsches reisten az-Zubairī, al-Fīḍayl al-Wartilānī und Abdullah al-Wazīr nach Riad, um dort mit einer Delegation der arabischen Liga zusammenzutreffen und sie auf ihrem Weg nach Sanaa zu begleiten. Während ihres längeren Aufenthalts in Riad scheiterte die Revolution, und Sanaa fiel in die Hände von Sayf al-Islam Ahmad. Az-Zubairī, al-Fīḍayl al-Wartilānī und Abdullah al-Wazīr kehrten daraufhin von Riad nach Aden zurück, wo sie blieben, um die Entwicklungen nach dem Scheitern der Revolution zu beobachten. Die britischen Behörden in Aden forderten sie jedoch auf, die Stadt zu verlassen, da die britische Regierung kurz davor stand, die Herrschaft von Imam Ahmad anzuerkennen. Später wurde der Sohn von al-Wazīr verhaftet und in der Stadt Hadscha hingerichtet. Az-Zubairī verließ Aden per Schiff und ließ sich in der pakistanischen Hauptstadt nieder, während al-Wartilānī zunächst nach Dschidda und anschließend nach Beirut reiste, wo er sich vorübergehend versteckte. Schließlich setzte auch er seine Reise nach Pakistan fort, bevor er nach der ägyptischen Revolution im Juli 1952 nach Kairo zurückkehrte.

### Zweite Welle
In den 1950er- und 1960er-Jahren entwickelte sich in Ägypten eine jemenitische Studentenbewegung, die von den damals vorherrschenden Strömungen des arabischen Nationalismus und Sozialismus stark geprägt war. Die Muslimbruderschaft spielte dabei eine zentrale Rolle, indem sie zahlreiche jemenitische Studierende für ihre Ideologie gewann, darunter insbesondere ʿAbd al-Madschīd az-Zindānī. Seit Mitte der 1950er-Jahre engagierte sich ʿAbd al-Madschīd az-Zindānī aktiv in studentischen Aktivitäten. In der ägyptischen Stadt Tanta gründete er die Gruppe der „Neutralität zwischen den Parteien (مجموعة الحياد بين الأحزاب)“, die eine unabhängige Haltung gegenüber den verschiedenen jemenitischen Parteien vertrat. Im Jahr 1955 unternahm Ahmad al-Ṯalāya (أحمد الثلايا) einen Versuch, Imam Ahmad in Taʿizz zu stürzen. Dieser Putsch scheiterte jedoch, und al-Ṯalāya sowie mehrere seiner Mitstreiter wurden hingerichtet. Jahre später, im Jahr 1959, kam es in Jemen zu einem weiteren Aufstand, der von Prinz al-Badr in Zusammenarbeit mit Stammesführern der Haschid-Konföderation angeführt wurde. Auch dieser Aufstand scheiterte, nachdem Imam Ahmad zurückkehrte und den Beteiligten mit schwerwiegenden Konsequenzen drohte.
Die Gruppe ‚Neutralität‘ ließ sich von den Schriften von Sayyid Qutb, Hasan al-Bannā, Muhammad Qutb und Mustafā as-Sibāʿī inspirieren, die die ideologische Grundlage ihrer Aktivitäten bildeten. Sie veröffentlichten eine Wandzeitung mit dem Titel al-Bināʾ (‚Der Aufbau‘, البناء), ohne jedoch ihre Zugehörigkeit zur Muslimbruderschaft offenzulegen, um Konflikte mit anderen politischen und ideologischen Strömungen zu vermeiden. Im Jahr 1961 intensivierte die Gruppe ihre Aktivitäten nach einem Treffen von ʿAbd al-Madschīd az-Zindānī mit ʿAbduh Muhammad al-Michlāfi, woraufhin sie die ‚Arbeitsgruppe für Studierende‘ ins Leben riefen. Unter der Anleitung von Muhammad Mahmoud al-Zubayri wählte die Gruppe den Slogan ‚Jemen, Arabisches Einheitsstreben, Islam‘. Dieser trug maßgeblich dazu bei, die Studierenden aus Nord- und Südjemen zu vereinen, ungeachtet der politischen Spaltung zwischen Monarchisten und Republikanern im Norden sowie den Befreiungsbewegungen im Süden.

### Die MB und September Revolution (1962)
Am 26. September 1962 brach eine Revolution aus, die von den Freien Offizieren angeführt und von Ägypten unterstützt wurde. Diese führte zur Gründung der Jemenitischen Arabischen Republik unter der Führung von Abdullah as-Sallal. Im Anschluss daran entbrannte ein Bürgerkrieg zwischen den von Ägypten unterstützten Republikanern und den von Saudi-Arabien unterstützten Royalisten. Der Konflikt dauerte bis 1970, als die republikanische Herrschaft nach der Belagerung von Sanaa gefestigt wurde. Nach der Revolution kehrten ʿAbd al-Madschīd az-Zindānī und ʿAbduh Muhammad al-Michlāfī in den Jemen zurück und begannen, die Ideen der Muslimbruderschaft zu verbreiten. Mit Unterstützung der Familie al-Ahmar gründeten sie religiöse Schulen. Im Jahr 1966 nahmen die Muslimbrüder unter der Leitung von al-Michlāfī am al-Dschund-Kongress (Kongress der Truppen, مؤتمر الجُند) teil, der darauf abzielte, die Spannungen zwischen den rivalisierenden Parteien zu entschärfen. Diese Aktivitäten setzten sich fort, und mit dem Amtsantritt von Ibrahim al-Hamdi als Präsident des Jemen im Jahr 1974 nahm der Einfluss der Muslimbruderschaft weiter zu. Al-Hamdi ernannte az-Zindānī zum Leiter des Büros für Islamische Führung und Beratung. Die Beziehung zwischen al-Hamdi und der Muslimbruderschaft verschlechterte sich jedoch aufgrund von Differenzen hinsichtlich al-Hamdis sozialpolitischer Ausrichtung. Seine Herrschaft endete 1977 mit seiner Ermordung. Nach al-Hamdis Tod übernahm Ahmad al-Ghaschmī die Präsidentschaft und bemühte sich um eine politische Öffnung gegenüber der Muslimbruderschaft. Diese Initiative blieb jedoch unvollendet, da seine Amtszeit nach nur acht Monaten mit seiner Ermordung endete.
Am 17. Juli 1978 übernahm Ali Abdullah Salih die Macht. Während seiner Amtszeit etablierte er eine strategische Allianz mit der Muslimbruderschaft, um den marxistischen Bedrohungen aus Südjemen entgegenzuwirken. Im Jahr 1981 gründete Salih das Komitee für den Nationalen Dialog, in dem die Muslimbruderschaft eine zentrale Rolle bei der Formulierung der Nationalen Charta einnahm. Gleichzeitig nutzte die Muslimbruderschaft die Gelegenheit, ihren Einfluss durch die Einrichtung religiös-wissenschaftlicher Institute (al-Maʿahid ad-Dīnyya al-ʿIlmiyyā) auszubauen, die zu einem zentralen Bestandteil des Bildungssystems im Norden Jemens wurden. Dies geschah trotz massiver Kritik von Seiten linker und säkularer Kräfte.
Präsident Ali Abdullah Salih integrierte mehrere spätere Führungsfiguren der Islah-Partei in die Regierungsstrukturen. Darüber hinaus ernannte er Yassīn ʿAbd al-ʿAzīz al-Qubāṭī, das prominenteste Mitglied der Muslimbruderschaft im Jemen, zum Leiter des Bildungsministeriums.
Im Jahr 1985 wurde eine Zeitung gegründet, die der Muslimbruderschaft nahestand und als Sprachrohr ihrer Ideologie diente. Als 1988 innerhalb des regierenden Allgemeinen Volkskongresses interne Wahlen im Beratenden Allgemeiner Volkskongress-Rat eingeführt wurden, erzielten Islamisten, die der Muslimbruderschaft verbunden waren, beachtliche Erfolge und sicherten sich sechs von sieben Wahlkreisen.

## Al-Islah Partei
Die al-Islah-Partei, auch bekannt als Jemenitische Reformversammlung (at-Taǧamuʿ al-yamanī lil-Iṣlāḥ, التجمع اليمني للإصلاح), wurde am 13. September 1990 gegründet, nachdem die Vereinigung von Nord- und Südjemen die Bildung von Oppositionsparteien ermöglicht hatte. Ihre Ursprünge lassen sich jedoch bis in die 1960er Jahre zurückverfolgen, als Yassin ʿAbdulazīz in der Stadt Taiz die jemenitische Muslimbruderschaft ins Leben rief.
Yassin ʿAbdulazīz al-Qubāṭī wird als spiritueller Vater der Partei angesehen. Er gründete die Muslimbruderschaft als Bewegung gegen den zunehmenden Einfluss sozialistischer und baathistischer Strömungen. Nach ihrer offiziellen Gründung im Jahr 1990 wurde die Partei von einer Koalition aus Stammesführern, religiösen Gelehrten und ehemaligen Mitgliedern der Muslimbruderschaft getragen. Saudi-Arabien unterstützte al-Islah aktiv, um sunnitische und salafistische Positionen zu stärken sowie den Einfluss des sozialistischen Südens und der zaiditischen Tradition einzudämmen.
Zu den herausragenden Persönlichkeiten der al-Islah-Partei gehört ʿAbdul Madschīd az-Zindānī, ein prominenter islamischer Gelehrter und Vorsitzender des Schura-Rates der Partei. Az-Zindānī ist bekannt für seine konservativen und teilweise radikalen Positionen und fungiert zugleich als Leiter der Universität al-Eman. Eine weitere Schlüsselperson ist Abdullah ibn Hussein al-Ahmar, der Stammesführer der Haschid-Stammeskonföderation. Er war Präsident des Obersten Komitees der Partei und Sprecher des jemenitischen Parlaments. Seine enge Verbindung zu den Stammesstrukturen machte ihn zu einer zentralen Figur in der jemenitischen Politik und trug wesentlich zur politischen Stärke von al-Islah bei.
Al-Islah: vom Koalitionspartner zur führenden Opposition
Al-Islah konnte sich politisch rasch etablieren und erzielte bei den Parlamentswahlen 1993 mit 66 Sitzen den Status der zweitstärksten Kraft nach dem Allgemeinen Volkskongress (AVK, المؤتمر الشعبي العام). Bei den Wahlen von 1997 gewann die Partei 54 Sitze, die durch unabhängige Unterstützer später auf 64 erhöht wurden. Zwischen 1993 und 1997 war al-Islah Teil einer Koalitionsregierung mit dem Allgemeinen Volkskongress, bevor die Zusammenarbeit aufgrund der überwältigenden Mehrheit der Regierungspartei endete. Im Bürgerkrieg von 1994 unterstützte al-Islah die Regierung des Nordens gegen die sozialistischen Kräfte des Südens. Diese Haltung stärkte die politische Position der Partei, zog jedoch Kritik auf sich, sie sei zu eng mit der Regierung verbunden. Ab 2001 nahm al-Islah eine zunehmend aktive Rolle als Oppositionskraft ein und arbeitete mit anderen Parteien zusammen, um die demokratischen Strukturen des Landes zu fördern.
Bei den Parlamentswahlen im April 2003 erhielt die Islah-Partei 46 von 301 Sitzen und festigte damit ihre Position als größte Oppositionspartei. Die regierende Partei des Allgemeinen Volkskongresses behielt jedoch die Mehrheit der Sitze. Im Jahr 2005 trat die al-Islah Partei dem Bündnis der Parteien des Gemeinsamen Treffens (BGT, Aḥzāb al-Liqāʾ al-Muschtarak, أحزاب اللقاء المشترك) bei, einer Koalition oppositioneller Parteien, die sich gegen die politische Dominanz des Allgemeinen Volkskongresses richtete. Dieses Bündnis vereinte ideologisch heterogene Gruppierungen, darunter Sozialisten, Nasseristen und Islamisten, mit dem gemeinsamen Ziel, die politische Pluralität im Jemen zu stärken und die Vorherrschaft einer einzelnen Partei zu begrenzen.
Bei den Präsidentschaftswahlen 2006 unterstützte die Islah-Partei den parteilosen Technokraten Faisal bin Shamlan als Kandidaten des Bündnisses der Parteien des Gemeinsamen Treffens (BGT). Obwohl Bin Shamlan die Wahl nicht für sich entscheiden konnte und Präsident Ali Abdullah Saleh mit deutlicher Mehrheit wiedergewählt wurde, mobilisierte die Kampagne eine breite öffentliche Unterstützung und stärkte die oppositionellen Kräfte. Diese Wahl markierte eine Phase intensiver politischer Aktivität sowohl der Islah-Partei als auch des BGT-Bündnisses.
Die für 2009 angesetzten Parlamentswahlen wurden jedoch aufgrund politischer Spannungen verschoben. Die Opposition, einschließlich der Islah-Partei, entschied sich, unter den bestehenden Bedingungen nicht anzutreten. Al-Islah und das BGT-Bündnis forderten umfassende Reformen des Wahlsystems, wodurch sich die Spannungen zwischen der Opposition und der Regierung weiter verschärften.
Die Ideologie
Die Ideologie von al-Islah basiert auf konservativen islamischen Prinzipien, wobei die Partei die Scharia als Grundlage der Gesetzgebung betrachtet und sich als Hüterin islamischer Werte versteht. Demokratische Prinzipien werden akzeptiert, jedoch nur insofern, als sie mit den Grundsätzen des Islam vereinbar sind. Gleichzeitig präsentiert sich die Partei als reformorientierter Akteur, der politischen Pluralismus und Modernisierung unterstützt. Eine der Stärken der Partei liegt in ihrer Organisation. Al-Islah gliedert sich in verschiedene Flügel, darunter ein reformistisch-intellektueller, ein tribalistischer und ein konservativer Flügel. Diese interne Vielfalt fördert einerseits die Anpassungsfähigkeit der Partei, führt andererseits jedoch auch zu Spannungen, etwa durch die radikaleren Positionen einzelner Mitglieder wie az-Zindānī. Mit einer Mitgliederzahl von etwa 800.000 gehört al-Islah zu den größten politischen Organisationen im Jemen und bleibt ein zentraler Akteur in der politischen Landschaft des Landes.
Konflikte und regionale Herausforderungen
Ab 2010 entwickelte sich der Konflikt im Jemen zwischen der Regierung, den Huthi und der Islah-Partei zu einem zentralen politischen und gesellschaftlichen Problem. Die Huthi fühlten sich durch die Regierung von Ali Abdullah Salih politisch und wirtschaftlich marginalisiert. Dies führte bis 2010 zu mehreren Aufständen. Nach den Ereignissen des Arabischen Frühlings und dem Sturz Salihs im Jahr 2012 eskalierten die Spannungen weiter unter seinem Nachfolger Abed Rabbo Mansur Hadi. Die geplante föderale Neuordnung sowie die sich verschlechternde wirtschaftliche Lage führten 2014 zur Machtübernahme der Huthis in der Hauptstadt Sanaa und zur Flucht Hadis ins Exil. Während die Islah-Partei und die Huthi zunächst gemeinsame Interessen im Widerstand gegen Salih verfolgten, verschlechterte sich das Verhältnis nach 2011 erheblich. Die Huthi warfen der Islah-Partei eine Zusammenarbeit mit ausländischen Akteuren, insbesondere Saudi-Arabien, vor. Diese Rivalität mündete in militärischen Auseinandersetzungen, insbesondere in strategisch wichtigen Regionen wie Taʿizz und Ma'rib. Politische und religiöse Spannungen verstärkten die Eskalation und vertieften die Konfliktlinien im Land.
Im Jahr 2015 sah sich die jemenitische Partei al-Islah erheblichen Herausforderungen gegenüber. Im März desselben Jahres unterstützte sie die von Saudi-Arabien geführte Militäroperation Decisive Storm gegen die Huthi-Rebellen. Trotz dieser Unterstützung blieb die Hilfe der Golfstaaten für al-Islah begrenzt. Besonders die Vereinigten Arabischen Emirate (VAE) zeigten eine kritische Haltung gegenüber der Islah-Partei und förderten stattdessen bevorzugt andere Akteure im Süden des Jemen.
Ab 2017 verschärfte sich die Lage für die jemenitische Partei al-Islah erheblich, da sie zunehmend unter Druck sowohl durch regionale Akteure wie die Vereinigten Arabischen Emirate (VAE) als auch durch interne politische Rivalen geriet. Die VAE betrachteten die Partei aufgrund ihrer Verbindungen zur Muslimbruderschaft als potenzielle Bedrohung für ihre strategischen Interessen in der Region. Gleichzeitig intensivierte al-Islah ihre Zusammenarbeit mit Saudi-Arabien, um ihre Position innerhalb der anti-Huthi-Koalition zu stärken. Die Partei übernahm eine zentrale Rolle in der Unterstützung der international anerkannten Regierung unter Präsident Abd-Rabbu Mansur Hadi, insbesondere durch die Mobilisierung von Stammeskräften und Milizen gegen die Huthi. Diese Unterstützung führte jedoch zu Spannungen innerhalb der anti-Huthi-Koalition, insbesondere mit dem Südübergangsrat, der separatistische Ziele im Süden des Jemen verfolgt. Darüber hinaus sah sich al-Islah wiederholt Vorwürfen ausgesetzt, islamistische Extremisten zu unterstützen, was die Partei jedoch stets bestritt. Auf gesellschaftlicher Ebene bemühte sie sich, ihre Basis durch karitative und bildungspolitische Maßnahmen zu stärken. Dennoch wurde ihr vorgeworfen, sektiererische Agenden zu verfolgen, was ihre gesellschaftliche Akzeptanz in bestimmten Teilen des Landes beeinträchtigte. Ihre Strategie, zwischen verschiedenen regionalen Akteuren wie Saudi-Arabien und der Türkei zu balancieren, verschärfte zudem das Misstrauen seitens der Emirate.
Nach dem Waffenstillstand von 2022, der eine Phase relativer Ruhe einleitete, versuchte die Islah-Partei, ihre politische Relevanz neu zu definieren. Sie suchte verstärkt den Dialog mit anderen politischen Akteuren, um langfristige Allianzen zu schaffen. Die Annäherung zwischen Saudi-Arabien und dem Iran im Jahr 2023 beeinflusste die Partei ebenfalls, da sie ihre Strategie im Kontext eines sich verändernden regionalen Machtgefüges anpassen musste.